# Эрши Хуан
Эрши Хуанди (кит. 二世皇帝, пиньинь Èr Shì Huángdì) — буквально «второй император основатель» — второй император циньской династии, правил с 210 по 207 до н. э. Родился в 229 до н. э. Семейное имя Ин Хухай (嬴胡亥 yíng hú hài), коротко Хухай. Пришёл к власти после смерти своего отца Цинь Шихуанди в возрасте 21 года (по некоторым источникам — в 12 лет).

## Приход к власти
Смерть Цинь Шихуанди в 210 году до н. э. наступила во время поездки по стране, в которой Хухай его сопровождал вместе с начальником канцелярии евнухом Чжао Гао и главным советником Ли Сы. Опасаясь волнений, они скрыли смерть императора и, вступив в сговор, сфабриковали от имени императора письмо, в котором престолонаследником объявлялся не старший сын, Фу Су, а младший — Хухай.
Основным источником по биографии Эрши Хуанди являются Исторические записки Сыма Цяня.

## Характеристика правления
Хухай в 21-летнем возрасте вступил на трон под именем Эр Ши-Хуанди, однако фактически оставался марионеткой Чжао Гао. В 207 до н. э. Эр Ши-Хуанди был убит по его приказанию.
Хухай проявил себя как непоследовательный, капризный и жестокий правитель. Вступив на трон, он затеял инспекцию губернаторов областей и казнил многих из них. Также казнил значительное количество высших чиновников и советников. Он отказывался слушать известия о мятежах и жестоко казнил тех, кто пытался увещевать его советами. В результате интриг он казнил высших министров, включая Ли Сы, после чего Чжао Гао получил значительную власть. Несмотря на восстание, он продолжал достраивать дворец Эпан, используя для строительства сотни тысяч осуждённых.
В начале правления Эрши Хуанди активно воздавал почести покойному Цинь Шихуанди и, продолжая его политику, в сопровождении Ли Сы совершал объезды земель вплоть до полуострова Ляодун.
Потом по советам Чжао Гао он приступил к казни княжичей и высших чиновников — с целью укрепления своей власти. Почувствовав власть, он стал ещё более жестоким.
Чжао Гао уговорил императора не принимать чиновников, после чего стал нередко решать многие вопросы от его имени самолично.
В империи начались восстания, возглавленные Чэнь Шэном, У Гуаном и Лю Баном (конец 209 — начало 208 до н. э.). Шесть территорий объявили самостоятельность, и их правители провозгласили себя ванами. Образовалось царство Чу, которое взяло на себя координацию движения владетельных князей.
Император продолжал вести себя непоследовательно, жестоко казнил наиболее способных и преданных чиновников, винил лучших генералов в поражениях, игнорировал призывы к разуму и не пытался понять тяжёлого положения империи, продолжая строительство дворца Эпан и планируя великие стройки, чтобы демонстрировать своё великолепие и могущество. Отчего ситуация катастрофически ухудшалась.
Вначале войскам мятежников противостоял Чжан Хань, который поочерёдно нанёс поражения восставшим и казнил их генералов. Когда командовать войсками Чу стал генерал Сян Юй, который вскоре захватил полную власть в царстве Чу, циньские войска проиграли битву, и Чжан Хань направил посланника в столицу, но посланник не был принят. Опасаясь за свою жизнь, Чжан Хань сдался владетельным князьям, и циньская армия лишилась основной ударной силы.
В 207 до н. э. Чжао Гао решил убрать императора, опасаясь, что он будет винить его в поражениях, и послал отряд, который под видом розыска разбойников ворвался во дворец; Эрши Хуану было приказано покончить с собой, а на его место был поставлен Цзыин, племянник Эрши Хуана.
В октябре 207 до н. э. столица империи Сяньян была взята армией Лю Бана, провозглашённого императором и ставшего позднее основателем империи Хань.

## Современное представление
Образ Эрши Хуанди закрепился в китайской культуре как пример избалованного ребёнка могущественных родителей, лишённый моральных качеств. В кантонском языке закрепилось выражение «二世祖» (исайчоу), употребляемое в указанном смысле.